# Biblioteca de la Universidad de La Laguna
La Biblioteca de la Universidad de La Laguna es un servicio de apoyo al estudio, la docencia y la investigación, y está constituida por una combinación de recursos humanos y materiales organizados para ayudar a sus usuarios en el proceso de transformar la información en conocimiento.
Forman parte de la Biblioteca la totalidad de los fondos bibliográficos y documentales de la Universidad de La Laguna, independientemente de la procedencia y tipo de soporte material de sus elementos, de la iniciativa y del procedimiento para su adquisición o del concepto presupuestario a cuyo cargo hayan sido adquiridos, así como del lugar donde se custodien.
Tiene como misión facilitar el acceso y la difusión de los recursos de información bibliográfica y documental, a fin de contribuir a la consecución de los objetivos de la Universidad. (Estatutos de la Universidad, Decreto 89/2004 de 6 de julio).
La Biblioteca se estructura en 14 puntos de servicio o bibliotecas para dar apoyo a sus usuarios, ubicados en los diferentes campus de la Universidad. 

## Historia

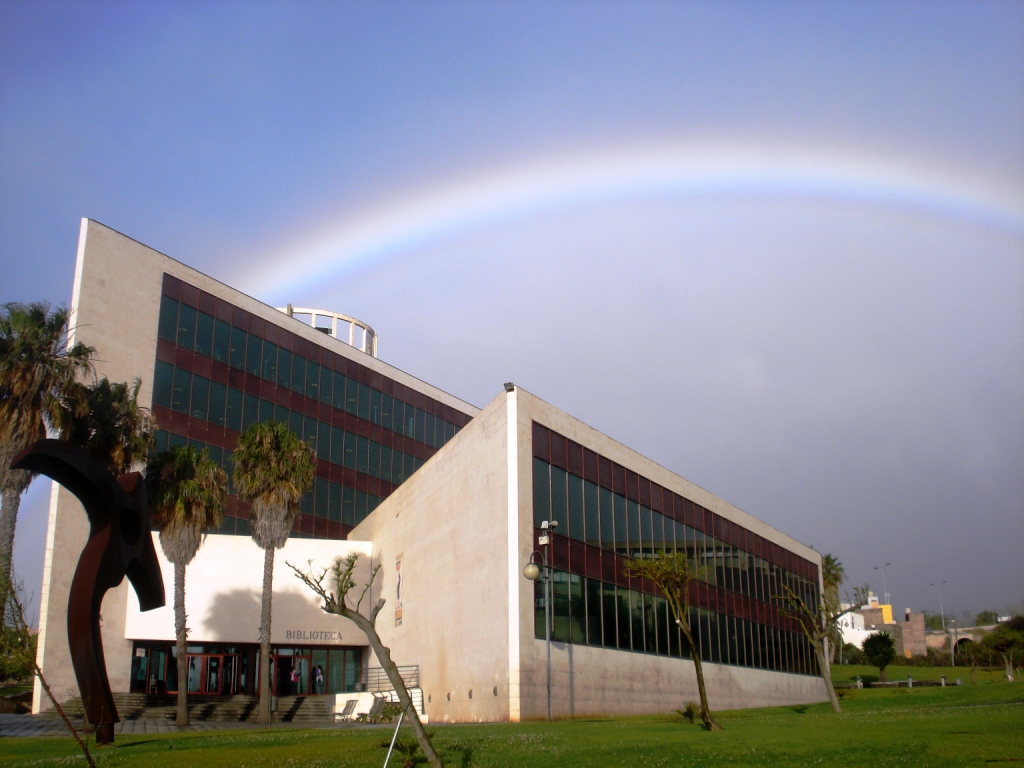
Biblioteca General y de Humanidades, en el campus de Guajara.

La Biblioteca Universitaria se creó oficialmente en 1817 por un acuerdo del Claustro de la Universidad Literaria de San Fernando. Su colección se constituyó gracias a sucesivas compras y donaciones y sobre todo, en 1835, al convertirse en Biblioteca Provincial y recibir los fondos bibliográficos de los conventos desaparecidos como consecuencia de la Desamortización. Al desaparecer en 1845 la Universidad de San Fernando y crearse el Instituto de Canarias, pasó a denominarse Biblioteca Provincial y del Instituto de Canarias, con sede en el antiguo convento de los agustinos.
La Universidad de San Fernando no sería restablecida hasta 1927, pasando la Biblioteca a estar ubicada en el antiguo edificio de los Jesuitas (sede actual de la Real Sociedad Económica de Amigos del País de Tenerife). Sin embargo, por falta de espacio, no se pudieron integrar los fondos de la Biblioteca Provincial y del Instituto de Canarias.
En 1954 se construye un edificio propio para la Universidad, en el que se dedica un ala de dos plantas para uso de la Biblioteca. Es entonces cuando se reunén en un único lugar las dos colecciones hasta entonces separadas, la del Instituto de Canarias y la de la Universidad. Dos años más tarde se constituyó una colección de obras de autores canarios y de temas relacionados con el Archipiélago o editadas en las Islas, formando de esta manera la denominada Biblioteca de Canarias.
Junto a la Biblioteca Central o General, van apareciendo las bibliotecas de las distintas Facultades o Escuelas y en los años siguientes se realizará una labor de reorganización y reestructuración de los fondos hasta entonces dispersos en pequeñas colecciones departamentales, hasta conseguir llegar a la situación actual donde la Biblioteca Universitaria se organiza en una red de 14 puntos de servicio.

## Fondos y colecciones
La Biblioteca cuenta con más de 700.000 volúmenes, unos 12.000 títulos de revistas, más de 20 títulos de prensa actual, y unos 20.000 materiales especiales como CD, DVD, fotografías, mapas, etc. Además, la colección de recursos electrónicos dispone de más de 80.000 monografías más de 20.000 revistas y unas 80 bases de datos y portales de información científica.
Por otra parte, custodia un importante fondo antiguo con más de 15.000 obras, entre las cuales 201 manuscritos y 23 incunables, junto con un fondo específico de Canarias (obras publicadas en el Archipiélago o que traten sobre las islas) con más de 35.000 monografías y casi 2.000 revistas y periódicos.

## Servicios
Además de los servicios bibliotecarios tradicionales (préstamo domiciliario, consulta en sala, acceso a recursos electrónicos, préstamo interbibliotecario, información, reprografía…), la Biblioteca de la ULL cuenta con una serie de servicios y herramientas específicos, con una orientación especial hacia las nuevas tecnologías de la información y la comunicación:
- Préstamo de ordenadores portátiles y de memorias USB (PROA)
- Puestos de lectura informatizados mediante clientes ligeros (CLABE)
- Portal de acceso a los recursos electrónicos (Punto Q)
- Prensa canaria digitalizada (histórica y actual)
- Patrimonio Bibliográfico Lacunense (manuscritos e impresos antiguos digitalizados)
- Formación virtual en competencias informacionales
- El repositorio institucional RIULL[6] con los documentos académicos y científicos de la ULL.

## Formación en competencias informacionales

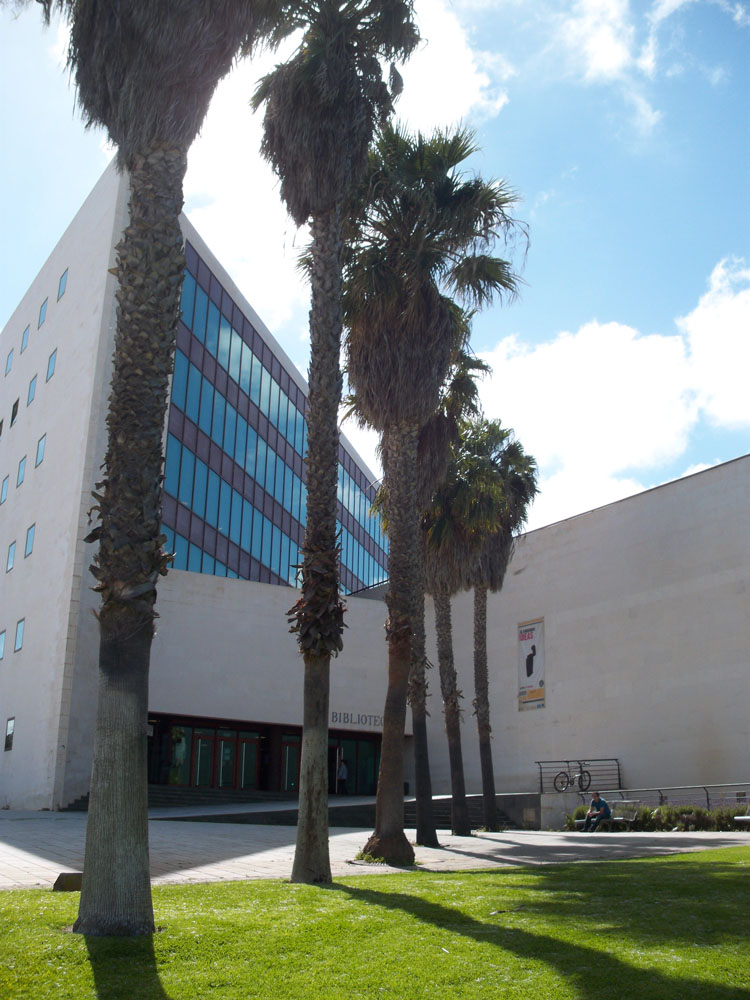

La Biblioteca trabaja desde el año 2006 en un programa de formación en competencias informacionales e informáticas para adaptarse al modelo de enseñanza/aprendizaje del EEES (Espacio Europeo de Educación Superior). Dicho programa consta de distintos niveles, dirigidos a distintos colectivos: alumnos de las titulaciones de grado, alumnos de posgrado, personal docente e investigador, personal de administración y servicios y usuarios externos (bibliotecarios de la comunidad autónoma, profesores de enseñanza no universitaria y colectivos profesionales). Como un siguiente paso se contempla la adaptación a las competencias digitales.
La formación se realiza, fundamentalmente, a través de aulas virtuales, utilizando la plataforma Moodle de la Unidad de Docencia Virtual de la ULL.
La Biblioteca es miembro fundador de UniCI2, grupo de trabajo formado por varias bibliotecas universitarias españolas que comparten el modelo de curso creado por la ULL, con el objetivo de mejorarlo y evaluar la experiencia con alumnos de 1º de grado de las diferentes universidades.
También ha realizado una amplia difusión de su programa formativo en revistas profesionales, congresos, cursos de formación en otras bibliotecas universitarias, campañas de promoción etc.